# Ordonans w sprawie odkryć i zasiedlania
Ordonans w sprawie odkryć i zasiedlania – ustawa wydana 13 sierpnia 1573 roku, przez króla hiszpańskiego Filipa II, dotycząca zasad, na jakich miała odbywać się ekspansja kolonialna Imperium Hiszpańskiego w Nowym Świecie.

## Postanowienia

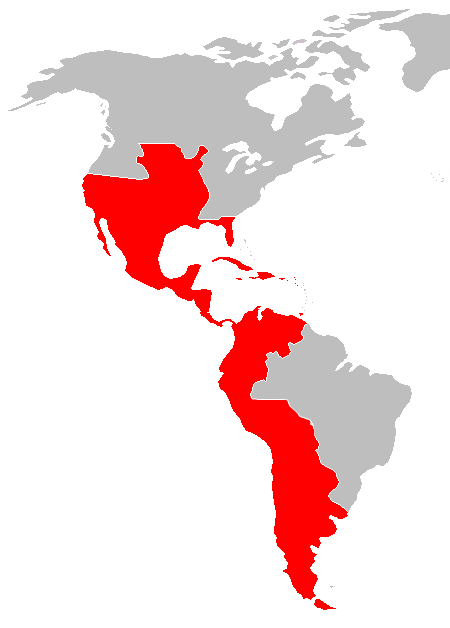
Hiszpańskie imperium kolonialne w Ameryce

Nowe prawo zakazywało kolonistom hiszpańskim nowych podbojów na terenie Ameryki – od tego momentu miejscowe władze kolonialne miały koncentrować się na umacnianiu władzy na już wcześniej skolonizowanych terenach oraz na lepszym wykorzystaniu dostępnych tam zasobów gospodarczych. Zgodę na rozszerzanie hiszpańskiego "pogranicza" – obszaru wpływów kulturowych i gospodarczych w Ameryce zyskiwali wyłącznie misjonarze, którzy mogli korzystać z eskorty wojskowej. Ordonans brał pod opiekę Indian zamieszkujących posiadłości hiszpańskie, poprzez zapewnienie im minimalnych praw.
Wprowadzenie nowych przepisów oznaczało reformę systemu obrony posiadłości kolonialnych Hiszpanii – od tego momentu osadnicy mieli sami odpowiadać za obronę kolonii przed wrogami. Wyjątek stanowiło Chile, gdzie władze centralne utrzymywały na swój koszt znaczne siły uczestniczące w przewlekłym konflikcie z plemieniem Araukanów. Innym postanowieniem Ordonansu było przejście na własność Królestwa Hiszpanii wszystkich kopalń, jakie znajdowały się na terenie hiszpańskich kolonii w Ameryce.

## Znaczenie
Celem ustawy było zaprowadzenie pokoju na obszarach przygranicznych hiszpańskiego imperium kolonialnego oraz wykorzystanie przychylnie nastawionych tubylców do zabezpieczenia własnych wpływów. Wprowadzenie tej ustawy nie wpłynęło jednak znacząco na poprawę sytuacji Indian. Nie poprawił się również stan bezpieczeństwa posiadłości hiszpańskich, które ze względu na brak dostatecznych sił floty oraz odpowiednio wyposażonych garnizonów często padały ofiarami ataków angielskich i francuskich kaprów.